# Мазунин, Евгений Владимирович
Мазунин Евгений Владимирович  (род. 18 сентября 1981, Усть-Каменогорск, Казахская ССР) — казахстанский хоккеист, защитник.

## Биография
Воспитанник усть-каменогорского хоккея. Карьеру начал в 1998 году в местном клубе «Казцинк-Торпедо», где выступал до 2008 года. Основная часть карьеры прошла в родном клубе. В 2008 году подписал контракт с ангарским «Ермаком». В сибирском клубе провёл два сезона, после чего вернулся в родное «Торпедо», где провёл один сезон (2010/2011).
С 2011 по 2013 года выступал за клуб «Астана», где показал самую хорошую статистику в своей карьере. В сезоне 2011/2012 набрал 25 очков по системе гол+пас (8+17), а в сезоне 2012/2013 — 22 (9+13).
Летом 2013 года перебрался в «Арлан», однако 6 января 2014 года расторг контракт по обоюдному согласию сторон. 17 января перешёл в «Алматы».

## Достижения
- Трёхкратный чемпион Казахстана (2004, 2005, 2007)
- Бронзовый призёр чемпионата мира (IА дивизион) (2007)
- Серебряный призёр зимней Азиады (2007)
- Чемпион мира (IА дивизион) (2009)